# Oneness: Silver Dreams Golden Realities
Oneness: Silver Dreams Golden Realities — музичний альбом гурту Карлоса Сантани. Виданий у березні 1979 року лейблом Columbia. Загальна тривалість композицій становить 45:55. Альбом відносять до напрямку рок.

## Список пісень
1. «The Chosen Hour»
2. «Arise Awake»
3. «Light Versus Darkness»
4. «Jim Jeannie»
5. «Transformation Day»
6. «Victory»
7. «Silver Dreams Golden Smiles»
8. «Cry of the Wilderness»
9. «Guru's Song»
10. «Oneness»
11. «Life Is Just a Passing Parade»
12. «Golden Dawn»
13. «Free as the Morning Sun»
14. «I Am Free»
15. «Song for Devadip»